# هیپنوتیزم‌کننده (فیلم ۲۰۱۲)
هیپنوتیزم‌کننده (سوئدی: Hypnotisören) یک فیلم به کارگردانی لاسه هالستروم است که در سال ۲۰۱۲ منتشر شد. از بازیگران آن می‌توان به لنا اولین اشاره کرد.

## خلاصه داستان
کارآگاه یونالینا (تُبیاس زیلیاکوس)از دکتر اریک بارک (میکاییل پرش برانت) می‌خواهد تا با استفاده از روش هیپنوتیزم،ژوزف پسر نوجوان باز مانده از قتل عام بیرحمانه خانواده اش را به حرف آورد. دکتر بارک کم کم به نتایجی می رسد اما ناشناسی پسر خود او را می دزدد و به او هشدار میدهد در صورتی که دست از هپنوتیزم بر ندارد او را خواهد کشت...